# Liste des guerres du Royaume-Uni
 (février 2024).
La mise en forme du texte ne suit pas les recommandations de Wikipédia : il faut le « wikifier ».
Les points d'amélioration suivants sont les cas les plus fréquents. Le détail des points à revoir est peut-être précisé sur la page de discussion.
- Les titres sont pré-formatés par le logiciel. Ils ne sont ni en capitales, ni en gras.
- Le texte ne doit pas être écrit en capitales (les noms de famille non plus), ni en gras, ni en italique, ni en « petit »…
- Le gras n'est utilisé que pour surligner le titre de l'article dans l'introduction, une seule fois.
- L'italique est rarement utilisé : mots en langue étrangère, titres d'œuvres, noms de bateaux, etc.
- Les citations ne sont pas en italique mais en corps de texte normal. Elles sont entourées par des guillemets français : « et ».
- Les listes à puces sont à éviter, des paragraphes rédigés étant largement préférés. Les tableaux sont à réserver à la présentation de données structurées (résultats, etc.).
- Les appels de note de bas de page (petits chiffres en exposant, introduits par l'outil «  Source ») sont à placer entre la fin de phrase et le point final[comme ça].
- Les liens internes (vers d'autres articles de Wikipédia) sont à choisir avec parcimonie. Créez des liens vers des articles approfondissant le sujet. Les termes génériques sans rapport avec le sujet sont à éviter, ainsi que les répétitions de liens vers un même terme.
- Les liens externes sont à placer uniquement dans une section « Liens externes », à la fin de l'article. Ces liens sont à choisir avec parcimonie suivant les règles définies. Si un lien sert de source à l'article, son insertion dans le texte est à faire par les notes de bas de page.
- La présentation des références doit suivre les conventions bibliographiques. Il est recommandé d'utiliser les modèles {{Ouvrage}}, {{Chapitre}}, {{Article}}, {{Lien web}} et/ou {{Bibliographie}}. Le mode d'édition visuel peut mettre en forme automatiquement les références.
- Insérer une infobox (cadre d'informations à droite) n'est pas obligatoire pour parachever la mise en page.

Pour une aide détaillée, merci de consulter Aide:Wikification.
Si vous pensez que ces points ont été résolus, vous pouvez retirer ce bandeau et améliorer la mise en forme d'un autre article.
Cette liste regroupe les guerres et les conflits où l'Angleterre, la Grande-Bretagne puis le Royaume-Uni sont intervenus.

## 926 – 1707:Royaume d'Angleterre

### Au Moyen Âge
| Début       | Fin            | Nom du conflit                             | Belligérants | Belligérants | Lieu                                                  | Issue |
| Début       | Fin            | Nom du conflit                             | Alliés (y compris le Royaume-Uni/Angleterre) | Ennemis | Lieu                                                  | Issue |
| ----------- | -------------- | ------------------------------------------ | --- | --- | ----------------------------------------------------- | --- |
| 1159        | 1259           | Première guerre de Cent ans                | Empire Plantagenêt | Royaume de France | France et Angleterre                                  | Victoire française Traité de Paris |
| 1189        | 1192           | Troisième croisade                         | Croisade: Empire Plantagenêt - Angleterre - Normandie - Aquitaine - Anjou - Poitou - Vasconie - Bretagne - Gallois - Écossais Royaume de France - Domaine royal - Bourgogne - Champagne - Blois - Flandre - Saint-Pol Saint-Empire romain - Souabe - Autriche - Bohême - Thuringe - Brandebourg - Montferrat - Bade - Hollande - Holstein - Mayence - Cagliari Royaume de Hongrie République de Gênes République de Pise Royaume de Sicile Outremer: Roy. de Jérusalem - Comté de Tripoli Principauté d'Antioche Ordre du Temple Hospitaliers - Hôpital allemand Ordre du St Sépulcre Ordre de Saint-Lazare Ordre de Saint-Thomas Royaume de Cilicie | Sultanat ayyoubide - Sultanat d'Égypte - Émirat de Damas - Émirat d'Hama - Émirat de Mésopotamie Sultanat de Roum Assassins de Syrie Empire romain d'Orient Empire de Chypre                         | Terre sainte                                          | Victoire des croisés Traité de Jaffa Reconquête d'une partie des États latins d'Orient |
| 1202        | 1204           | Invasion française de la Normandie         | Royaume d'Angleterre | Royaume de France Duché de Bretagne Maison de Lusignan | Normandie                                             | Victoire française, La Normandie passe sous le contrôle de la couronne de France. |
| 1213        | 1214           | Guerre franco-anglaise de 1213-1214        | Empire Plantagenêt | Royaume de France | Aquitaine                                             | Victoire française |
| 1215        | 1217           | Première guerre des Barons                 | Royaume d'Angleterre | Barons rebelles Soutenus par : Royaume de France Royaume d’Écosse | Angleterre                                            | Invasion française et seize mois d'occupation de l'Angleterre, finalement repoussée. Retour au statu quo, avec quelques concessions monarchiques aux barons rebelles. |
| 1242        | 1242           | Guerre de Saintonge                        | Royaume d'Angleterre Maison de Lusignan | Royaume de France Comté de Poitiers | Aquitaine (comté de Saintonge)                        | Victoire française |
| 1264        | 1267           | Seconde guerre des Barons                  | Royaume d'Angleterre | Barons rebelles | Angleterre                                            | Victoire des royalistes |
| 1277        | 1283           | Conquête du pays de Galles par Édouard Ier | Royaume d'Angleterre | Principauté de Galles | Pays de Galles                                        | Le royaume d'Angleterre conquiert les dernières principautés galloises indépendantes |
| 19 mai 1294 | 20 mai 1303    | Guerre de Guyenne                          | Royaume d'Angleterre Duché de Guyenne | Royaume de France | Guyenne                                               | Traité de Paris : Victoire militaire française mais retour au statu quo |
| 1323        | 1327           | Guerre de Saint-Sardos                     | Royaume d'Angleterre Saint-Empire Flandres Boulogne | Royaume de France | Normandie et Flandres                                 | Victoire française, la Normandie passe sous le contrôle de la couronne de France. |
| 24 mai 1337 | 9 octobre 1453 | Guerre de Cent Ans                         | Royaume d'Angleterre État bourguignon Duché de Bretagne Royaume de Portugal Royaume de Navarre Comté de Flandre Comté de Hainaut Duché de Luxembourg Rebelles gantois Papauté de Rome | Royaume de France État bourguignon Royaume de Castille Duché de Bretagne Royaume d'Écosse République de Gênes Royaume de Bohême Royaume d'Aragon Rebelles gallois Comté de Flandre Papauté d'Avignon | France, Pays-Bas, Grande-Bretagne, Péninsule Ibérique | Victoire française Traité de Picquigny |
| 1341        | 1364           | Guerre de Succession de Bretagne           | Bretagne monfortiste Royaume d'Angleterre | Bretagne blésiste Royaume de France Royaume de Castille | Duché de Bretagne                                     | Traité de Guérande Victoire de la maison de Montfort |
| 22 mai 1455 | 22 août 1485   | Guerre des Deux-Roses                      | Maison d'York Soutenue par : État bourguignon | Maison de Lancastre Soutenue par : Royaume d'Écosse Royaume de France | Royaume d'Angleterre                                  | Victoire initiale des yorkistes - La maison d'York s'empare du trône - Extinction de la maison de Lancastre - La maison Tudor hérite de la revendication au trône des Lancastre Victoire finale des lancastriens - Fin de la dynastie Plantagenêt - Établissement de la dynastie Tudor - Fin du Moyen Âge en Angleterre - Renforcement de la monarchie sous les Tudors - Aube de la Renaissance anglaise |
| 1485        | 1488           | Guerre folle                               | Duché de Lorraine Duché de Bretagne Saint Empire Royaume d'Angleterre Royaume de Castille et de Léon | Royaume de France | France                                                | Victoire française |
| 1487        | 1491           | Guerre de Bretagne                         | Duché de Bretagne Saint Empire Royaume d'Angleterre Royaume de Castille et de Léon | Royaume de France | Duché de Bretagne                                     | Victoire française |

### A la Renaissance
| Début    | Fin          | Nom du conflit                | Belligérants | Belligérants | Lieu                                                                                 | Issue                                                |
| Début    | Fin          | Nom du conflit                | Alliés (y compris le Royaume-Uni/Angleterre) | Ennemis | Lieu                                                                                 | Issue                                                |
| -------- | ------------ | ----------------------------- | --- | --- | ------------------------------------------------------------------------------------ | ---------------------------------------------------- |
| mai 1497 | 17 juin 1497 | Premier soulèvement cornique  | Royaume d'Angleterre | Duché de Cornouailles | Cornouailles, Devon, Somerset, Gloucestershire, Wiltshire, Hampshire, Surrey et Kent | Victoire royale décisive                             |
| 1508     | 1516         | Guerre de la Ligue de Cambrai | 1508–1510: République de Venise 1510–1511: États pontificaux République de Venise 1511–1513: États pontificaux République de Venise Monarchie espagnole Saint-Empire Royaume d'Angleterre Suisses 1513–1516: États pontificaux Monarchie espagnole Saint-Empire Royaume d'Angleterre Duché de Milan Suisses | 1508–1510: États pontificaux Royaume de France Saint-Empire Monarchie espagnole Duché de Ferrare1510–1511: Royaume de France Duché de Bretagne Duché de Ferrare 1511–1513: Royaume de France Royaume de Navarre Duché de Ferrare 1513–1516: République de Venise Royaume de France Royaume de Navarre Royaume d'Écosse Duché de Ferrare | Italie                                                                               | Victoire franco-vénitienne                           |
| 1513     | 1551         | Guerres anglo-écossaises      | Royaume d'Angleterre | Royaume d'Écosse | Royaume d’Écosse                                                                     | Victoire anglaise                                    |
| 1521     | 1525         | Sixième guerre d'Italie       | Saint-Empire Monarchie espagnole Royaume d'Angleterre États pontificaux | Royaume de France Royaume de Navarre République de Venise | Italie, France et Espagne                                                            | Victoire des Habsbourg                               |
| 1542     | 1546         | Neuvième guerre d'Italie      | Saint-Empire Monarchie espagnole Royaume d'Angleterre | Royaume de France Empire ottoman Régence d'Alger Duché de Gueldre Duché de Clèves | Italie, France, Espagne, Angleterre, Pays-Bas                                        | Statu quo Trêve de Crépy-en-Laonnois Traité d'Ardres |